# لکه آجری برگ
لکه آجری برگ (نام علمی: Pleospora tarda) نام یک گونه از رده دوثیدئومیستس است.